# Gare de Chamby
La gare de Chamby est une gare ferroviaire située sur le territoire de la commune suisse de Montreux, dans le canton de Vaud.

## Situation ferroviaire
Établie à 748,8 mètres d'altitude, la gare de Chamby est située au point kilométrique 7,15 de la ligne de Montreux à Lenk im Simmental.
Elle est dotée de quatre voies, dont deux sont dédiées à la ligne du MOB et deux autres sont réservées à la ligne reliant Chamby à Blonay. Parmi les deux voies de la ligne de Chamby à Blonay, une est en impasse et l'autre se raccorde à la ligne du MOB. Chacune des deux lignes possède un quai central entre ses deux voies.

## Histoire
La gare de Chamby côté MOB a été mise en service en même temps que la section de Montreux aux Avants de la ligne de Montreux à Lenk im Simmental en décembre 1901,,.
La partie de la gare de Chamby correspondant à la ligne de Blonay à Chamby a, quant à elle, été inaugurée le 1er octobre 1902, en même temps que le reste de la ligne de Vevey à Chamby, dont la construction avait commencé le 5 novembre 1900. La ligne est fermée au trafic le 22 mai 1966 au vu de la trop modeste fréquentation des trains. Les circulations ont repris, à titre touristique, à partir du 20 juillet 1968 avec la création d'une association spécifique. Le musée de la gare de Chaulin est aménagé dans la foulée et ouvre dès 1973. Une tentative de reprise du trafic sur la ligne Blonay-Chamby a eu lieu entre le 24 mai 1998 et le 27 mai 2000 mais ne s'est pas révélée concluante, faute de fréquentation suffisante.

## Service des voyageurs

### Accueil
Gare du MOB, elle dispose d'un bâtiment voyageurs et d'un distributeur automatique de titres de transport. La partie de la gare dépendant du chemin de fer-musée Blonay-Chamby dispose également d'une cabane en bois pour la vente de ses propres titres de transport.

### Desserte

#### Montreux Oberland-Bernois
La gare de Chamby est desservie toutes les heures par les trains Regio du MOB reliant Montreux aux Avants ainsi qu'un second train la demi-heure suivante reliant Montreux à Zweisimmen, semi-direct entre Montreux et Les Avants. En début et fin de journée, les trains omnibus reliant Montreux aux Avants sont prolongés jusqu'à Zweisimmen et assurent seuls la desserte de la ligne.

#### Chemin de fer-musée Blonay-Chamby

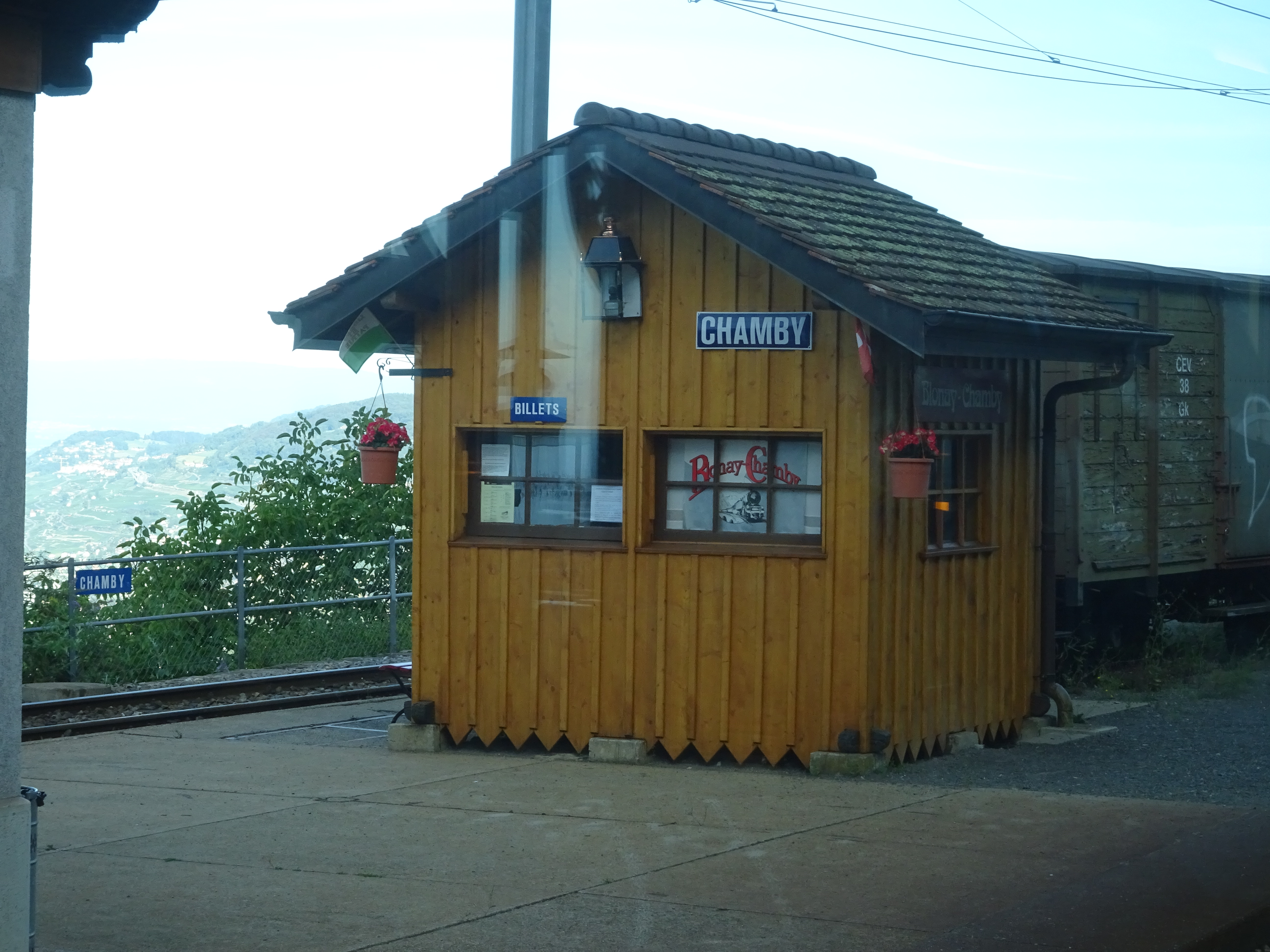
La cabane de vente des billets du chemin de fer-musée.

La gare est desservie les week-ends de mai à octobre par les trains du chemin de fer-musée Blonay-Chamby reliant Blonay à Chamby-Musée. Dans le sens contraire, la gare de Chamby n'est pas desservie. La desserte est assurée par les trains du musée qui peuvent être à traction électrique comme à vapeur. Contrairement aux lignes ferroviaires classiques du pays, cette ligne-musée n'est pas desservie à des horaires cadencés.
Quelques jours par an, un à deux allers-retours directs par jour sont assurés entre Vevey et le musée sous le nom « Riviera Belle-Époque ».

### Intermodalité
La gare de Chamby est en correspondance avec la ligne 220 exploitée par CarPostal qui relie la gare de Chernex à Villard-sur-Chamby et les Bains-de-l'Alliaz.